# ありす19th
『ありす19th』（ありすナインティーンス）は、渡瀬悠宇による日本の少女漫画作品『少女コミック』（小学館）に2001年から2003年まで連載されており、単行本は全7巻。
番外編が2本存在し、『オトナのハジメ』（小学生時代のありすが主人公）は『天晴じぱんぐ』新装版に収録、『バニ→ハート』（メイリンの先祖が主役）は『ありす19th』7巻に収録されている。後者は古代中国が舞台であることから、執筆に際し「『ふしぎ遊戯』の頃の資料が役に立った」と作者がコミックの中でコメントを出している。
ナインティーンスは直訳すると「19歳の」と言う意味だが、作者が1巻にて「タイトルの意訳は『ありすの勇気』になります」と発言している。したがって「19歳のありす」というのは誤り。また、聖なる言葉・闇の言葉ともにルーン文字やサンスクリット語などを参考にしていることも作者が公言している。

## あらすじ
瀬野ありすは思っていることを中々言えない女子高生。ある日、車に轢かれそうになったうさぎを助けたことで、憧れの先輩・若宮叶と話をすることが出来る。
叶に仄かな恋心を寄せるありすだったが、1つ年上の姉・真由良に先を越されてしまう。ショックで1人泣いているありすの元へ、あの時助けたうさぎ・ニョゼカが現れて、ありすが聖なる言葉の使い手（ローティス・マスター）であることを告げる。
信じられないありすだったが、ふとしたことでその力を姉の真由良に対して使ってしまい……。

## 登場人物

### 主要キャラクター
瀬野 ありす（せの ありす）
この作品の主人公。高校1年生。身長158cm。3月19日生まれの魚座。A型。スリーサイズはB80・W59・H88。
今までの渡瀬作品には居なかった、とてもおとなしい少女。純粋で涙もろい。ひょんなことから聖なる言葉の使い手（ローティス・マスター）に選ばれる。過去の経験から、人との深い関わりを避け続けてきたが、物語が進んでいくにつれて成長していく。
ニョゼカ
うさぎの姿と幼女の姿になれる、不思議な白うさぎ。車に轢かれそうな所をありすに助けられる。物語途中からはうさぎのキーホルダーに入り、ありすたちと行動を共にする。死後、ありすと叶の子として転生する。

### 聖なる言葉の使い手（ローティス・マスター）
若宮 叶（わかみや きょう）
高校2年生。身長181cm。5月12日生まれのおうし座。A型。
ありすと同じく、聖なる言葉の使い手の一人。弓道部に所属している。ありすの先輩であり、真由良とは同級生になる。彼も過去の経験から人付き合いが苦手であったが、自身の心にあった父親への憎しみを消すことで克服する。最初は真由良の恋人だったが、最終回でありすと結ばれる。
フレイ・ウィルハーゼン
19歳。身長182cm。ふたご座。B型。ノルウェー出身。
北欧からやってきた、聖なる言葉の使い手の一人。女好きのためか、ありすのことを「嫁」と呼んでいる。実際に、ありすに仄かな恋心を抱いている。同じ聖導院の先輩・エリクを尊敬している。
クリストファー・ウィリアム・オーソン・アンドリュー・ローランド13世
通称クリス。13歳。身長153cm。さそり座。A型。イギリス出身。
グレートブリテンからやってきた、聖なる言葉の使い手。交通事故で右足に障害が残る。貴族ローランド家の13代目。秀才で、既に大学生である。富も名誉も頭脳も持ち合わせているが、その分心を開いている友人は少ない。
白 梅玲（パイ メイリン）
17歳。身長164cm。しし座。O型。中国出身。
中国からやってきた、聖なる言葉の使い手の一人。姉御肌でさっぱりした性格の持ち主。上海でアイドルの事務所に所属している。番外編『バニー→ハート』の主人公は、彼女の先祖である。
ビリー・マクドウェル
28歳。身長193cm。しし座。B型。アメリカ出身。
アメリカ（南米?）からやってきた、聖なる言葉の使い手の一人。口が悪く喧嘩っ早いが、根は優しい。普段は郵便局員として働いているのだが、その容姿ゆえありすたちは全く分からなかった。

### 闇の言葉の使い手（マーラム・マスター）
瀬野 真由良（せの まゆら）
ありすの姉。高校2年生。身長163cm。4月7日生まれのおひつじ座。O型。スリーサイズはB83・W59・H87。
弓道部に所属している（叶に近づくため）。美人で何でもこなしてしまう万能型、成績は常に上位である。学校のアイドル的存在。その実力で叶の恋人になるが、ありすの一言が原因で闇の世界に落ちてしまい、それ以降はありすたちとは敵対している。魔邪（マーラ）の長である魔帝（タルヴァ）に選ばれた。
サムエル
真由良に具わった闇の力を解放させるべく集った、闇の言葉の使い手の一人。過去は教会の聖歌団に所属しており、食事の時に食べたサンドイッチにガラスの破片が入っていた。その時に喉を大怪我し、元のように美しい声が一生出せなくなる。この事件がきっかけで闇の言葉の使い手となる。
ケイナ
真由良に具わった闇の力を開放させるべく集った、闇の言葉の使い手の一人。付き合っていた男に別の女に逃げられ、その女に「鏡見てよおばさん」と言われる。その女に復讐したい、私は老いたくないという気持ちで闇の言葉の使い手となる。
エリク
真由良に具わった闇の力を解放させるべく集った、闇の言葉の使い手の一人。過去はフレイの尊敬する聖なる言葉の使い手だったが、自分より若輩者のフレイに先を越され、フレイへの強い嫉妬の思いと不治の病による死の恐怖が、闇の世界へ導いた。
名称不明
真由良に具わった闇の力を解放させるべく集った、闇の言葉の使い手の一人。作中でニョゼカが「死魔」と呼んだが、名前は不明。叶の父親を殺して取り込んだと発言していることから、恐らく彼を殺した犯人であると思われる。4人の中で唯一、本人の過去が分かっていない人物。

## 書誌情報

### 単行本
- 渡瀬悠宇『ありす19th』小学館〈少コミフラワーコミックス〉、全7巻
  1. 2001年10月26日発売、ISBN 4-09-135431-9
  2. 2002年1月26日発売、ISBN 4-09-135432-7
  3. 2002年4月24日発売、ISBN 4-09-135433-5
  4. 2002年7月26日発売、ISBN 4-09-135434-3
  5. 2002年10月26日発売、ISBN 4-09-135435-1
  6. 2003年1月25日発売、ISBN 4-09-135436-X
  7. 2003年4月24日発売、ISBN 4-09-135437-8

### 文庫版
- 渡瀬悠宇『ありす19th』小学館〈小学館文庫〉、全4巻
  1. 2007年10月16日発売、ISBN 978-4-09-191744-7
  2. 2007年10月16日発売、ISBN 978-4-09-191745-4
  3. 2007年11月15日発売、ISBN 978-4-09-191746-1
  4. 2007年11月15日発売、ISBN 978-4-09-191747-8